# Ischnus leucomelas
Ischnus leucomelas là một loài tò vò trong họ Ichneumonidae.